# Maxates tanygona
Maxates tanygona är en fjärilsart som beskrevs av Turner 1904. Maxates tanygona ingår i släktet Maxates och familjen mätare. Inga underarter finns listade i Catalogue of Life.